# Giovanni Gropplero
Giovanni Gropplero (1833 – 1901) è stato un politico e storico italiano.

## Biografia
Nato nel 1833, è stato uno storico ed erudito friulano, più volte consigliere comunale a Udine, ricoprendo anche la carica di vice-podestà prima dell'annessione al Regno d'Italia. Fu presidente della Deputazione di storia patria della provincia di Udine.
Nel 1867 venne nominato sindaco di Udine, secondo sindaco della città dall'istituzione della carica, dopo Giuseppe Giacomelli, rimanendo alla guida del comune fino al 1872. Morì nel 1901.